# 沼尻小文吾
沼尻 小文吾（ぬまじり こぶんご、天保6年（1835年）? - 明治35年（1902年））は、新選組隊士（伍長）。生年は天保14年（1843年）説もある。

## 略歴
武蔵国の出身とされるが、島田魁の『英名録』には上野高崎藩の出身とある。奥山念流剣術の遣い手。
元治元年（1864年）10月頃に新選組に入隊し、同年12月の編成では、尾形俊太郎の五番組に属している。
慶応2年（1866年）2月に、公金不始末で切腹となった勘定方の河合耆三郎の介錯を務めるが、1回目は肩に当たり、2回目は斬り損ねて頭に当たり、3回目で漸く首を斬り落としたという。この時、「人間、あれ程悲しい声が出るとは思わなかった」と述懐したといわれている。その後、河合の家族に恨みを持たれ、縁者らしき者に襲われ、首を負傷する。一命は取り留めたが、その傷と治療が原因で首が横に曲がったままになり、「横向き小文吾」とあだ名された。
後に伍長を務め、慶応4年（1868年）1月に勃発した鳥羽・伏見の戦いに参戦。負傷し大阪に撤退した後、江戸に帰還。まもなく脱走した。
伝承では、明治35年（1902年）に老衰死したという。